# Rito de York
O Rito de York é o rito predominante da Maçonaria Norte Americana. Sob sua égide se desenvolveram líderes da sociedade estadunidense nos principios da Liberdade Igualdade e Fraternidade. As Blue Lodges, ou seja, as Lojas Simbólicas norte-americanas trabalham com 
um ritual que descende diretamente do velho Ritual da Grande Loja dos Antigos (a 
de 1751), portanto, mais antigo do que os rituais ingleses atuais, todos 
posteriores à União de 1813.

## Origem
O Rito de York foi fundado no ano de 1797,  tendo como organizador e fundador principal o Ir Thomas Smith Webb. É justamente este irmão, que deu a estrutura e doutrina filosófica com os seus respectivos procedimentos gerais ao sistema maçônico que pode ser identificado pelo nome de "Rito Americano" ou "Rito de York".
Thomas S∴ Webb

## Grande Loja de Rhode Island
A Grande Loja da Pensilvânia, foi a primeira Grande Loja a ser fundada naquele país norte-americano.
As Blue Lodges, ou seja, as Lojas Simbólicas americanas trabalham com um ritual que descende diretamente do velho Ritual da Grande Loja dos Antigos(a de 1751), portanto, mais antigo do que os rituais ingleses atuais, todos posteriores à União de 1813.
As Grandes Lojas americanas, não têm nenhum vinculo com os Ritos de York e Escocês Antigo e Aceito.
No Brasil, o Grande Oriente do Brasil, apesar possuír em suas lojas um sistema ritualístico que se denomina Rito de York, em suas práticas não se assemelha em nada com o legitimo Rito de York, o Americano estando mais próximo especificamente do sistema ritualístico inglês que compõe o (Ritual de Emulação). Já as Grandes Lojas Maçônicas(CMSB) e os Orientes Independentes(COMAB), como o de Goiás, São Paulo, Rio de Janeiro, Bahia, Pernambuco e Santa Catarina, que trabalham no autêntico Rito de York americano.

## O Rito de York no Brasil
O Rito de York chegou ao Brasil através do Grande Oriente Unido, também conhecido por
"Grande Oriente dos Beneditinos", com a Washington Lodge, fundada em 19 de novembro de 1874, na cidade de Santa Bárbara do Oeste-SP. Esta Loja "não foi fundada por ingleses, mas, sim, por americanos", depois de terem emigrado para o Brasil, por ocasião da Guerra Civil nos Estados Unidos da América. Eles eram quase todos, originários do Estado do Alabama".

### Lojas inglesas no Brasil
A pioneira foi a Orphan Lodge [Loja Órfã], fundada na cidade do Rio de Janeiro, Estado do mesmo nome.
O título distintivo da Loja Órfã era alusivo ao fato de ser a única da América do Sul, abaixo do equador, já que acima embora incipiente, existia Maçonaria em Georgetown, capital da Guiana Inglesa, que fora anexada à Grã-Bretânha em 1812, pela convenção de Londres, após a conquista dos territórios holandeses, pelos ingleses. A segunda foi a St. John's Lodge, também na cidade do Rio de Janeiro e a terceira foi Southem Cross Lodge, fundada na cidade do Recife, Estado de Pernambuco, em data não estabelecida, porém instalada em 15 de junho de 1856.
No Grande Oriente do Brasil, a maior Potência Maçônica neste país, existem cerca de setenta Lojas que trabalham no Ritual de Emulação (que erroneamente denominado de Rito de York), cuja dinâmica litúrgica difere do sistema de Thomas Smith Webb.

## Lojas simbólicas
Para os maçons Americanos e Ingleses quando nos referimos aos três graus simbólicos e utilizado a expressão de "Oficio" entenda-se "Craft" (The degree of Entered Apprentice, Fellow Craft and Master Mason are so called, as these were the only degrees antiently conferred by the craft) em inglês. Nas Lojas de Oficio, Lojas Simbólicas ou Blue Lodges utilizam respectivos Rituais. Nos EUA e Ingleses e comum nos referimos ao "Ritual" praticado nas Lojas Simbólicas como "Oficio" ou seja "Craft". Porem no exercício do "Oficio/Craft" os Rituais são diversos para os Ingleses existem Rituais como de Emulation, Bristol, Wilkinson, etc. Para os Americanos somente referenciam como "Antigo Oficio/ Ancient Craft" para Maçonaria Simbólica ou do Oficio, para os Graus superiores nos EUA ou filosóficos e denominado de Rito de York (York Rite).